# Francisco Chiapa
Francisco Chiapa (Huasca, Hidalgo 18?? - Batalla de Santa María (México), Sonora 26 de junio de 1913), educador, periodista y militar. Nació en el pueblo de Huasca, Hidalgo, llegó al estado de Sonora alrededor del año de 1890, se dedicó al magisterio y fue ayudante del Colegio de Sonora. En 1896 y 1897 dirigió en Hermosillo un periódico titulado El Heraldo, que defendía los intereses políticos del gobernador Corral a quien estuvo ligado desde entonces. Sirvió en otras escuelas, figuró como diputado suplente y fue prefecto del distrito de Moctezuma hasta la caída del régimen torrista en el Estado. Levantó fuerzas para defender al Gobierno y fue el responsable del fusilamiento del jefe revolucionario don Severiano Talamante y sus dos hijos en Sahuaripa. Permaneció retirado de la política hasta febrero de 1913 en que se dirigió a México, se presentó al general Victoriano Huerta y éste le mandó expedir despacho de coronel. Se incorporó a las tropas huertistas de Guaymas, cayó prisionero en la batalla de Santa María el 26 de junio y fue fusilado enseguida.